# Liste der Monuments historiques in Saint-Adrien (Côtes-d’Armor)
Die Liste der Monuments historiques in Saint-Adrien (Côtes-d’Armor) führt die Monuments historiques in der französischen Gemeinde Saint-Adrien auf.

## Liste der Bauwerke
| Bezeichnung    | Beschreibung    | Standort | Kennzeichnung | Schutzstatus | Datum | Bild           |
| -------------- | --------------- | -------- | ------------- | ------------ | ----- | -------------- |
| Friedhofskreuz | 17. Jahrhundert | (Lage)   | PA00089577    | Inscrit      | 1927  | weitere Bilder |